# Saprinus subustus
Saprinus subustus är en skalbaggsart som beskrevs av Sylvain Auguste de Marseul 1855. Saprinus subustus ingår i släktet Saprinus och familjen stumpbaggar. Inga underarter finns listade i Catalogue of Life.